# Annika von Hausswolff
Annika von Hausswolff, née le 30 mars 1967 à Göteborg, est une photographe suédoise. 

## Biographie
En 1987-89, elle étudie à l'école de photographie Sven Winquists, à Göteborg, en Suède. En 1991-94, elle poursuit ses études à Konstfack, université des arts, de l'artisanat et de design, de Stockholm, puis à partir de 1995-96 à l'Académie royale des beaux-arts.
Elle expose à la biennale de São Paulo en 1996. Elle représente les pays nordiques à la biennale de Venise en 1999. De 2007 à 2012, elle est professeure de photographies à l'université de Göteborg, influençant la jeune photographie suédoise. 
En 2016, Annika von Hausswolff aborde dans son exposition Grand Theory Hotel, présentée à Paris, les grands thèmes de son travail : les structures patriarcales, la criminologie, le capitalisme global et l’inconscient. 
Pour cette exposition, Annika von Hausswolff a acheté sur des sites de ventes aux enchères des dents en or. Pour elle, c'est un révélateur de la marchandisation des corps sur Internet et de la misère qui contraint les hommes et les femmes à vendre leurs prothèses dentaires. Annika von Hausswolff est captivée par les livres de criminologie qu'elle découvre enfant dans la bibliothèque de ses parents. Dans ses expositions, elle reconstitue de scènes de crime. Ses assemblages sont souvent plein d'énigmes. Elle s'interroge également sur les mutations de la photographie, fin du Polaroid, fin de l’argentique, fin de la chambre noire, passage au numérique.

## Expositions personnelles
- The Soros Center for Contemporary Art, Kiev, Ukraine, 1997
- Bildmuseet Umeå, Suède, 1998
- the National Gallery of Denmark, Copenhague, 2002
- Baltic Art Center, Visby, Suède, 2005[6]
- Göteborgs Konstmuseum, Gothenburg, Suède, 2008
- Statens Museum for Kunst, Copenhague, Danemark, 2013
- Grand Theory Hotel, Centre suédois, Paris, 10 novembre 2016-19 mars 2017